# Генрик Рейман
Генрик Томаш Рейман (пол. Henryk Tomasz Reyman; нар. 28 липня 1897, Краків, Австро-Угорщина — пом. 11 квітня 1963, Краків, Польща) — польський футболіст, виступав на позиції нападника у краківській «Віслі» та національній збірній Польщі, тренер збірної Польщі. Підполковник Війська Польського. Старший брат Яна — також футболіста.

## Життєпис

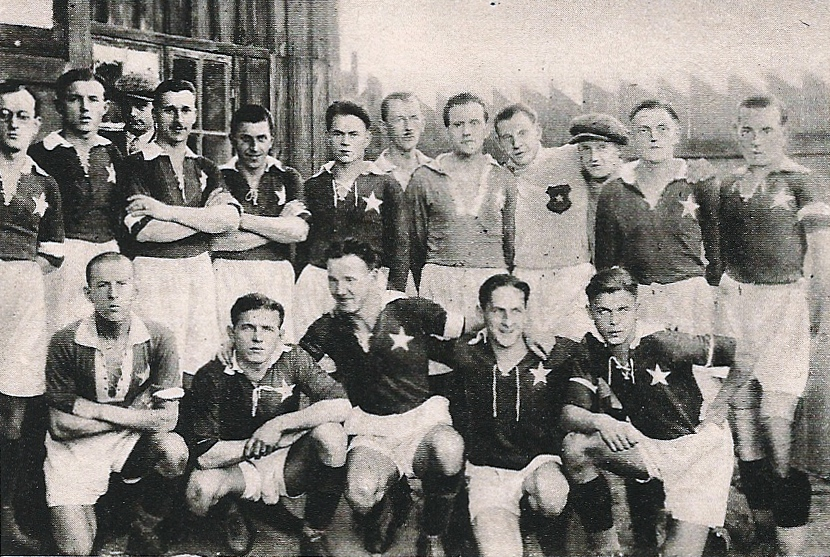
Рейман у футболці «Вісли» (Краків) — чемпіона Польщі 1927, стоїть перший праворуч

Закінчив III гімназію імені короля Яна ІІІ Собеського в Кракові. Під час першої світової війни воював у лавах австрійської армії. Після навчання був направлений на італійський фронт, де воював з 1 березня 1915 по 31 грудня 1916 року. З 1 січня 1917 по 10 вересня 1918 також воював на італійському фронті. Під час боїв на італійському фронті двічі отримував поранення. 1 квітня 1917 року отримав звання підпоручника. У листопаді 1918 року вступив до Війська Польського. У 1918—1921 роках брав участь у польсько-більшовицькій війні, учасник польсько-українських боїв за Східну Галичину, а також воював під час першого та третього Сілезького повстань. Також брав участь у плебісцитній кампанії в Спиші й Олаві. За бойові заслуги відзначений Хрестом Хоробрих. 3 травня 1926 року був призначений капітаном згідно зі старшинського звання від 1 липня 1925 у 223 відділенні корпусі офіцерів піхоти. 26 квітня 1928 року переведений з 20-го піхотного полку в Кракові до 5-го піхотного полку легіонів у Вільно. 28 січня 1931 року його перевели до 5-го окружного управління фізичної культури і військової підготовки в Кракові. Проте вже через два місяці був переведений до Центрального інституту фізичного виховання у Варшаві. 28 червня 1933 року його перевели у 18-й піхотний полк у Скерневичах. До 1936 року служив у гарнізоні в Скерневичах. У березні того ж року його підвищили до спеціальності офіцера піхотни корпусу. Незадовго до початку Другої світової війни і під час оборонної війни 1939 року він командував 1-м батальйоном 37-го піхотного полку Кутна. 20 вересня був поранений у битві на Бзурі. Потрапив до лікарні в Раві-Мазовецькій. У зв'язку з рішенням нацистського суду, застосованого до нього від 1940 року, засуджений до смертної кари в Кракові Бенедиктинами та власністю сім'ї Тарновських у Дикові[джерело?].

### Спортивна кар'єра
У 1910—1933 роках виступав у «Віслі» (Краків), де в 1927—1934 роках забив 109 м'ячів у чемпіонаті. Декілька разів обирався капітаном профспілки (від чоловічої збірної Польщі з футболу). У 1924 році був капітаном збірної на Олімпійських іграх в Парижі. Почесний член ПЗПН, почесним президент спортивного товариства «Вісла». Будучи тренером національної збірної, він придумав гасло: «Орли, до бою!». З квітня 1945 року брав активну участь у структурах національного та регіонального спортивного руху. Брав активну участь у відродженні ПЗПН. З 29 червня 1945 року — член правління союзу й водночас його голова. Очолював союз до 30 серпня 1947 року. У 1956—1959 роках знову працював у керівництві ПЗПН. З 22 вересня 1956 по 17 лютого 1957 року був у керівництві союзу. 14 лютого 1959 року очолив ПЗПН. У 1956—1962 роках також був тренером Краківської регіональної футбольної асоціації (КОПЗН). Також працював на посаді віце-президента «Вісли». У 1959 році став почесним членом ПЗПН. Окрім цього отримав також почесне членство й у КОПЗН. Також став почесним президентом краківської «Вісли». Похований на Раковицькому цвинтарі в Кракові.

## Досягнення

### Командні
- Перша ліга Польщі
  -  Чемпіон (2): 1927, 1928
- Кубок Польщі
  -  Чемпіон (1): 1926

### Індивідуальні
- Найкращий бомбардир чемпіонату Польщі (2): 1925 (11 голів), 1927 (37 голів)
- 1927 — протягом сезону відзначився 37-а голами
- 1927 — перший гравець в польському чемпіонаті, який відзначився 5-а голами в одному матчі (у воротах «Варшавянки»)

## Пам'ять
З 1972 року його ім'я носить одн з вулиць Кракова (прилегла до стадіону «Вісла»). З 2006 року його іменем названо Муніципальний стадіон Кутна. 23 січня 2008 року маіська рада Кракова вирішила, що стадіон «Вісла Краків» буде носити його ім'я. У червні 2009 року Мирослав Шимковяк, Марек Конечни та Томаш Франковський заснували 21-у футбольну академію в Кракові імені Генрика Реймана.

## Ордени та відзнаки
- Золотий Хрест Заслуги
- Хрест Незалежності — 9 листопада 1933 року «за вклад по роботі з відновлення незалежності»[11]
- Срібний Хрест Заслуги[6]
- Хрест Хоробрих
- Ювілейна медаль «Учасника війни. 1918—1921. Польща — своєму Захиснику»
- Медаль «10-річчя здобуття незалежності»
- Орден Корони Румунії[5]